# Azabo
Die Azabo (Oromiffa: Azaboo, Tigrinya ዓዘቦ ʿAzäbo, auch als Azebo transkribiert) sind zusammen mit den Rayya die nördlichste Untergruppe der Oromo, der zahlenmäßig größten Volksgruppe in Äthiopien.
Sie leben am östlichen Rand des Hochlandes im Südosten der Region Tigray, wo eine nach ihnen benannte Woreda Raya Azebo besteht.

## Geschichte
Die Azabo gehörten zum Barentuma-Zweig der Oromo und wanderten im Zuge der Oromo-Expansion im 16. Jahrhundert von Süden her in ihre heutigen Gebiete ein. Historisch sind sie eng mit den Rayya (Raya, Raayyaa) verbunden, und beide Gruppen kamen ihren Überlieferungen zufolge von Awashgama, „jenseits des Flusses Awash“.
Traditionell hielten die Azabo Rinder und Kamele. Nathaniel Pearce zufolge praktizierten sie Anfang des 19. Jahrhunderts ihre traditionelle Religion, verehrten den Wanza-Baum als heilig und lebten als nomadische Viehzüchter in einem ausgedehnten, dichten Waldgebiet und griffen gelegentlich ihre Nachbarn an. Später nahmen sie den Islam an. Trotz Kontakten und Vermischung mit den im Hochland lebenden Tigray und Amharen behielten sie über lange Zeit eine eigenständige ethnische und kulturelle Identität. In den Gebieten hauptsächlich direkt am Rande des Hochlandes, wo die Azabo Ackerbau betrieben, übernahmen sie das Landbesitzsystem rist, das Bauern, die derselben Abstammungsgruppe zugerechnet werden, weitreichende Landrechte gewährt. Die Gesellschaft der Rayya und Azabo beruhte auf Verwandtschaftsbeziehungen und war sozial deutlich weniger stark geschichtet als die feudalen Gesellschaften des Hochlandes. Gegenseitige Angriffe und Viehdiebstähle erfolgten sowohl aus wirtschaftlichen als auch aus rituellen Gründen, denn sie waren Initiationsritus für junge Männer. Mitunter drangen Rayya und Azabo nach Tigray und Enderta (Ǝndärta) vor. Anfang des 19. Jahrhunderts führte Gugsa Märsa die Azabo und die Yejju-Oromo gegen Tigray unter Wolde Selassie.
Ab Ende des 19. Jahrhunderts versuchte die äthiopische Staatsmacht, die Rayya und Azabo unter Kontrolle zu bringen, um ihre traditionelle Kriegsführung zu beenden, um die Handelsroute nach Eritrea und an das Rote Meer zu kontrollieren und mit Tribut belegen zu können und zeitweise auch, um sie zum äthiopisch-orthodoxen Christentum zu bekehren. Yohannes IV. schickte Truppen, die plünderten und Dörfer zerstörten. Die Truppen Meneliks II. durchquerten 1896 auf ihrem Rückweg nach der Schlacht von Adwa das Gebiet, wo sie plünderten und Vieh schlachteten. Während der Herrschaft Zauditus rebellierten die Azabo gegen den Gouverneur von Tigray. 1928 wurde Ras Gugsa Araya als Gouverneur ernannt, der über sie herrschen sollte, doch es gelang ihm nicht, diese Herrschaft zu etablieren. Im italienisch-äthiopischen Krieg 1935–36 unterstützten Rayya und Azabo die angreifenden Italiener gegen Äthiopien.
Nach dem Ende der italienischen Besetzung 1941 kam es wiederum zu Konflikten mit der äthiopischen Staatsmacht, die die Rayya und Azabo für die Gefährdung der Straße von Addis Abeba nach Asmara verantwortlich machte und 1942 angriff. 1943 beteiligten sich beide Gruppen daher an der Woyane-Rebellion, in der sich Bauern und ein Teil des Adels von Tigray gegen die Zentralregierung von Haile Selassie wandten. Nach dem Aufstand enteignete der Staat das Land der Rayya und Azabo, was traditionell die schwerste Form der Bestrafung in Äthiopien darstellt. Ein Großteil ihres Gebietes wurde zudem von Tigray an die südliche Nachbarprovinz Wollo übertragen. Rayya und Azabo wurden zu Landlosen, die das ehemals ihnen gehörende Land pachten mussten. Landkonflikte in dem Gebiet nahmen stark zu. Die Enteignung trug dazu bei, dass die Rayya und Azabo besonders stark von der Dürre und Hungersnot in den 1970er Jahren betroffen waren.
Als 1991 die Verwaltungsgliederung Äthiopiens nach ethnischen Kriterien neu organisiert wurde, wurden die Gebiete der nördlichsten Oromo-Gruppen den Regionen Tigray und Amhara zugeordnet. Die Oromo-Befreiungsfront forderte erfolglos ihren Anschluss an die Region Oromia.